# Thuận Thiên (phủ cũ Trung Quốc)
Phủ Thuận Thiên là một khu vực hành chính của Trung Quốc trong các triều đại nhà Minh và Thanh, tương đương với đô thị Bắc Kinh ở Cộng hòa Nhân dân Trung Hoa ngày nay. Tuy nhiên, khu vực của khu vực tài phán tỉnh là khác nhau. Thuật ngữ "phủ Thuận Thiên" cũng đề cập đến yamen (phân môn) của chính quyền địa phương của tỉnh.